# المكسيك في الألعاب البارالمبية الصيفية 2012
شاركت المكسيك في الألعاب البارالمبية الصيفية 2012 التي أُقيمت في لندن، حيث اختتمت الدورة بـ21 ميدالية؛ 6 ذهبية، 4 فضية و11 برونزية. بهذه النتيجة، احتلت المكسيك المرتبة الثالثة والعشرين في الدورة.

## وصلات خارجية
- الموقع الرسمي لندن 2012